# Islas Ulloa
Las Islas Ulloa, también conocidas como Islas Gemelas (en inglés, Twin Islands), son dos pequeñas islas situadas al sureste de la Isla Cortés, entre la costa oriental de la Isla de Vancouver y el continente de Columbia Británica, Canadá, y forman parte de las Islas Discovery.  La isla del sur tiene aproximadamente 1,5 kilómetros (0,9 mi) de diámetro y está separada de la isla del norte, ligeramente más pequeña, por un canal de tan solo 60 metros (197 pies) de ancho. Las dos islas están conectadas por un estrecho puente terrestre. La isla norte es algo menos rocosa y más boscosa que la isla sur. La isla norte tiene forma de cono y, con una altitud máxima de más de 140 m es significativamente más alta que la isla sur, cuya altitud máxima es de 80 m. Ambas islas están ubicadas dentro del Área Electoral B del Distrito Regional de Strathcona.
Maximiliano de Baden (Alemania) compró las islas Ulloa a finales de la década de 1950 como lugar de retiro de verano para su familia.
Las islas llevan el nombre de Francisco de Ulloa, navegante español que exploró la costa occidental de México.
El 13 de agosto de 1994, la reina Isabel II pasó unos días en un retiro privado en las islas mientras el príncipe Felipe visitaba Yellowknife (Territorios del Noroeste), Iqaluit y Rankin Inlet (Nunavut).